# 2019 UEFA 유로파리그 결승전
2019 UEFA 유로파리그 결승전은 UEFA 유로파리그의 48번째 결승전이자 현재의 대회명으로 개명한 이후로는 10번째 결승 경기이다. 경기는 2019년 5월 29일 아제르바이잔 바쿠에 위치한 바쿠 올림픽 경기장에서 열렸다.
이 경기의 승리 팀은 2019년 UEFA 슈퍼컵에서 2018-19년 UEFA 챔피언스리그 우승 팀과 경기를 펼치며 2019-20년 UEFA 챔피언스리그 조별 예선에 진출하게 된다. 또한 UEFA 유로파리그 결승전 역사상 최초로 비디오 판독 기술(비디오 어시스턴트 레프리, VAR)이 사용된다.

## 개최지 선정
유럽 축구 연맹(UEFA)은 2019년에 열릴 예정인 UEFA가 주관하는 클럽 대회인 UEFA 챔피언스리그, UEFA 유로파리그, UEFA 슈퍼컵, UEFA 여자 챔피언스리그 결승전 개최지 선정 과정이 2016년 12월 9일부터 시작된다고 밝혔다. 입후보 의사 전달 과정은 2017년 1월 27일을 기해 마감되며 유치 관련 서류는 2017년 6월 6일까지 제출해야 한다.
UEFA는 2017년 2월 3일에 아제르바이잔, 조지아, 독일, 스코틀랜드, 스페인, 터키 6개국 축구 협회가 2019 UEFA 유로파리그 결승전 유치 과정에 참여했다고 밝혔으며 2017년 6월 7일에 2019 UEFA 유로파리그 결승전 개최 후보 도시 목록을 다음과 같이 공개했다.
- 아제르바이잔 바쿠: 바쿠 올림픽 경기장 (수용 인원: 69,870명) - 2019 UEFA 챔피언스리그 결승전 유치 과정에도 참여함
- 스페인 세비야: 에스타디오 라몬 산체스 피스후안 (수용 인원: 42,500명)
- 튀르키예 이스탄불: 보다폰 아레나 (수용 인원: 41,903명) - 2019년 UEFA 슈퍼컵 유치 과정에도 참여함

다음 경기장들은 해당 국가의 축구 협회가 유치 의사를 밝혔지만 최종 후보에 선정되지 못한 경기장이다.
- 조지아 트빌리시: 보리스 파이차제 경기장
- 독일 슈투트가르트: 메르세데스-벤츠 아레나
- 스코틀랜드 글래스고: 햄던 파크

UEFA의 유치 평가 보고서는 2017년 9월 14일에 공개되었다. UEFA는 2017년 9월 20일에 열린 집행위원회 회의에서 2019 UEFA 챔피언스리그 결승전 개최지를 아제르바이잔 바쿠에 위치한 바쿠 올림픽 경기장으로 선정했다. 바쿠 올림픽 경기장은 아제르바이잔 축구 국가대표팀의 홈 구장이자 UEFA 유로 2020 경기가 열릴 경기장 가운데 한 곳이기도 하다.

## 결승까지 진출 성적
Note: 아래 모든 결과들에서, 결승진출팀 스코어는 먼저 주어진다. (H: 홈; A: 원정).
| 순위 | 팀                  | 경기 | 승점 |
| ---- | ------------------- | ---- | ---- |
| 1    | 첼시 (A)            | 6    | 16   |
| 2    | BATE 보리소프 (A)   | 6    | 9    |
| 3    | MOL 비디 (E)        | 6    | 7    |
| 4    | PAOK 테살로니키 (E) | 6    | 3    |

| 순위 | 팀                    | 경기 | 승점 |
| ---- | --------------------- | ---- | ---- |
| 1    | 아스널 (A)            | 6    | 16   |
| 2    | 스포르팅 리스본 (A)   | 6    | 13   |
| 3    | 보르스클라 폴타바 (E) | 6    | 3    |
| 4    | 카라바흐 (E)          | 6    | 3    |

## 경기
| 첼시                                                  | 4 – 1 | 아스널     |
| ----------------------------------------------------- | ----- | ---------- |
| 지루 49′ · 페드로 60′ · 에덴 아자르 65′ (페널티), 71′ |       | 이워비 69′ |

| 첼시 | 아스널 |

| GK              | 1  | 케파 아리사발라가            |
| RB              | 28 | 세사르 아스필리쿠에타 (주장) |
| CB              | 27 | 안레아스 크리스텐센          |
| CB              | 30 | 다비드 루이스                |
| LB              | 33 | 에메르손 팔미에리            |
| CM              | 7  | 은골로 캉테                  |
| CM              | 5  | 조르징요                     |
| CM              | 17 | 마테오 코바치치              |
| RF              | 11 | 페드로                       |
| CF              | 18 | 올리비에 지루                |
| LF              | 10 | 에덴 아자르                  |
| 교체 선수:      |    |                              |
| GK              | 13 | 윌리 카바예로                |
| GK              | 52 | 제이미 커밍                  |
| DF              | 3  | 마르코스 알론소              |
| DF              | 21 | 다비데 자파코스타            |
| DF              | 24 | 게리 케이힐                  |
| DF              | 44 | 이선 암파두                  |
| MF              | 8  | 로스 바클리                  |
| MF              | 51 | 코너 갤러거                  |
| MF              | 55 | 조지 매키크런                |
| FW              | 9  | 곤살로 이구아인              |
| FW              | 22 | 윌리안                       |
| 감독:           |    |                              |
| 마우리치오 사리 |    |                              |

| GK            | 1  | 페트르 체흐                 |
| CB            | 5  | 소크라티스 파파스타토풀로스 |
| CB            | 6  | 로랑 코시엘니 (주장)        |
| CB            | 18 | 나초 몬레알                 |
| RM            | 15 | 에인슬리 메이틀랜드-나일즈  |
| CM            | 11 | 루카스 토레이라             |
| CM            | 34 | 그라니트 자카               |
| LM            | 31 | 세아드 콜라시나츠           |
| AM            | 10 | 메수트 외질                 |
| CF            | 9  | 알렉상드르 라카제트         |
| CF            | 14 | 피에르-에메릭 오바메양      |
| 교체선수:     |    |                             |
| GK            | 19 | 베른트 레노                 |
| GK            | 44 | 데얀 일리예프               |
| DF            | 12 | 슈테판 리흐트슈타이너       |
| DF            | 20 | 슈코드란 무스타피           |
| DF            | 25 | 칼 젱킨슨                   |
| MF            | 4  | 모하메드 엘네니             |
| MF            | 29 | 마테오 겡두지               |
| MF            | 59 | 조 윌록                     |
| FW            | 17 | 알렉스 이워비               |
| FW            | 23 | 대니 웰벡                   |
| FW            | 49 | 에디 은케티아               |
| FW            | 87 | 부카요 사카                 |
| 감독:         |    |                             |
| 우나이 에메리 |    |                             |

| 부심: 필리포 멜리 () 로렌조 망가넬리 () 대기심: 다니엘레 오르사토 () Video assistant referee: 마시밀리아노 이라티 () 비디오 판독심: 마르코 구이다 () 시몬 마르치니아크 () 보조 비디오 판독심: 파베우 소콜니츠키 () | 경기 규칙 - 전후반 90분 동안 경기를 진행한다. - 전후반 90분 상황에서 동점이면 연장전 30분을 진행한다. - 연장전에서도 동점이면 승부차기를 진행한다. - 교체 선수 명단은 12명까지 올릴 수 있으며 한 팀당 최대 3명까지 교체할 수 있다. 연장전에 들어간 경우에는 최대 4명까지 교체할 수 있다. |

## 같이 보기
- 2018-19년 UEFA 유로파리그
- 2019 UEFA 챔피언스리그 결승전
- 2019년 UEFA 슈퍼컵